# Liste des choix de repêchages des Islanders de New York
Cette liste contient tous les joueurs de hockey sur glace ayant été repêchés par les Islanders de New York, franchise de la Ligue nationale de hockey. Les joueurs listés ci-dessus n'ont pas obligatoirement joué un match sous le maillot de l'équipe.
Elle regroupe les joueurs depuis le Repêchage de 1972 organisé par la LNH en 1971-1972, jusqu’à aujourd’hui,. Les joueurs sont classés par année de repêchage. Les deux premières colonnes donnent le rang et le tour duquel le joueur a été repêché suivis de son nom, de sa nationalité et de sa position de jeu.

## Les repêchages amateurs

### 1972
| No  | Tour | Nom             | Nationalité | Position       |
| --- | ---- | --------------- | ----------- | -------------- |
| 1er | 1er  | Billy Harris    | Canada      | Ailier droit   |
| 17  | 2e   | Lorne Henning   | Canada      | Centre         |
| 33  | 3e   | Bob Nystrom     | Suède       | Ailier droit   |
| 49  | 4e   | Ronald Smith    | Canada      | Défenseur      |
| 65  | 5e   | Richard Grenier | Canada      | Centre         |
| 81  | 6e   | Derek Black     | Canada      | Ailier gauche  |
| 97  | 7e   | Richard Brodeur | Canada      | Gardien de but |
| 101 | 7e   | Don McLaughlin  | Canada      | Centre         |
| 113 | 8e   | Derek Kuntz     | Canada      | Ailier gauche  |
| 117 | 8e   | René Levasseur  | Canada      | Défenseur      |
| 129 | 9e   | Yvon Rolando    | Canada      | Ailier droit   |
| 133 | 9e   | Bill Ennos      | Canada      | Attaquant      |
| 144 | 10e  | Garry Howatt    | Canada      | Ailier gauche  |
| 146 | 10e  | René Lambert    | Canada      | Ailier gauche  |

### 1973
| No  | Tour | Nom              | Nationalité | Position       |
| --- | ---- | ---------------- | ----------- | -------------- |
| 1er | 1er  | Denis Potvin     | Canada      | Défenseur      |
| 33  | 3e   | Dave Lewis       | Canada      | Défenseur      |
| 49  | 4e   | André St-Laurent | Canada      | Centre         |
| 65  | 5e   | Roger Kennedy    | Canada      | Gardien de but |
| 81  | 6e   | Keith Smith      | Canada      | Défenseur      |
| 97  | 7e   | Donald Cutts     | Canada      | Gardien de but |
| 110 | 7e   | Denis Anderson   | Canada      | Défenseur      |
| 113 | 8e   | Mike Kennedy     | Canada      | Ailier droit   |
| 126 | 8e   | Dennis Desgagnés | Canada      | Centre         |
| 129 | 9e   | Bob Lorimer      | Canada      | Défenseur      |

### 1974
| No  | Tour | Nom            | Nationalité | Position       |
| --- | ---- | -------------- | ----------- | -------------- |
| 4   | 1er  | Clark Gillies  | Canada      | Ailier gauche  |
| 22  | 2e   | Bryan Trottier | Canada      | Centre         |
| 40  | 3e   | Brad Anderson  | Canada      | Centre         |
| 76  | 5e   | Carlo Torresan | Canada      | Défenseur      |
| 94  | 6e   | Sid Prysunka   | Canada      | Ailier gauche  |
| 112 | 7e   | Dave Langevin  | États-Unis  | Défenseur      |
| 129 | 8e   | David Inkpen   | Canada      | Défenseur      |
| 146 | 9e   | Jim Foubister  | Canada      | Gardien de but |
| 163 | 10e  | Bob Ferguson   | États-Unis  | Centre         |
| 178 | 11e  | Murray Fleck   | Canada      | Défenseur      |
| 192 | 12e  | Dave Rooke     | Canada      | Défenseur      |
| 204 | 13e  | Neil Smith     | Canada      | Défenseur      |
| 214 | 14e  | Stefan Persson | Suède       | Défenseur      |
| 221 | 15e  | Dave Otness    | États-Unis  | Centre         |
| 226 | 16e  | Jim Murray     | Canada      | Défenseur      |
| 229 | 17e  | Mike Dibble    | États-Unis  | Gardien de but |
| 232 | 18e  | Brian Bye      | Canada      | Centre         |
| 235 | 19e  | Martti Jarkko  | Finlande    | Centre         |
| 238 | 20e  | Ron Phillips   | Canada      | Défenseur      |

### 1975
| No  | Tour | Nom            | Nationalité | Position       |
| --- | ---- | -------------- | ----------- | -------------- |
| 11  | 1er  | Pat Price      | Canada      | Défenseur      |
| 29  | 2e   | David Salvian  | Canada      | Ailier droit   |
| 47  | 3e   | Joe Fortunato  | Canada      | Ailier gauche  |
| 65  | 4e   | André Lepage   | Canada      | Gardien de but |
| 83  | 5e   | Dennis McLean  | Canada      | Ailier gauche  |
| 101 | 6e   | Mike Sleep     | Canada      | Ailier droit   |
| 119 | 7e   | Richie Hansen  | États-Unis  | Centre         |
| 137 | 8e   | Bob Sunderland | États-Unis  | Défenseur      |
| 153 | 9e   | Dan Blair      | Canada      | Ailier droit   |
| 168 | 10e  | Joey Girardin  | Canada      | Défenseur      |
| 183 | 11e  | Geoff Green    | Canada      | Ailier droit   |
| 194 | 12e  | Kari Makkonen  | Finlande    | Ailier droit   |

### 1976
| No  | Tour | Nom             | Nationalité | Position      |
| --- | ---- | --------------- | ----------- | ------------- |
| 14  | 1er  | Alex McKendry   | Canada      | Ailier gauche |
| 32  | 2e   | Mike Kaszycki   | Canada      | Centre        |
| 50  | 3e   | Garth Macguigan | Canada      | Centre        |
| 68  | 4e   | Ken Morrow      | États-Unis  | Défenseur     |
| 86  | 5e   | Mike Hordy      | Canada      | Défenseur     |
| 104 | 6e   | Yvon Vautour    | Canada      | Ailier droit  |

### 1977
| No  | Tour | Nom               | Nationalité | Position       |
| --- | ---- | ----------------- | ----------- | -------------- |
| 15  | 1er  | Michael Bossy     | Canada      | Ailier droit   |
| 33  | 2e   | John Tonelli      | Canada      | Ailier gauche  |
| 50  | 3e   | Hector Marini     | Canada      | Ailier droit   |
| 51  | 3e   | Bruce Andres      | Canada      | Ailier droit   |
| 69  | 4e   | Steve Stoyanovich | Canada      | Ailier gauche  |
| 87  | 5e   | Markus Mattsson   | Finlande    | Gardien de but |
| 105 | 6e   | Stephen Letzgus   | États-Unis  | Défenseur      |
| 121 | 7e   | Harald Lückner    | Suède       | Ailier gauche  |

### 1978
| No  | Tour | Nom               | Nationalité | Position       |
| --- | ---- | ----------------- | ----------- | -------------- |
| 15  | 1er  | Steve Tambellini  | Canada      | Centre         |
| 34  | 2e   | Randy Johnston    | Canada      | Défenseur      |
| 51  | 3e   | Dwayne Lowdermilk | Canada      | Défenseur      |
| 84  | 5e   | Gregg Hay         | États-Unis  | Ailier droit   |
| 101 | 6e   | Kelly Davis       | Canada      | Défenseur      |
| 118 | 7e   | Richard Pépin     | Canada      | Ailier droit   |
| 135 | 8e   | Dave Cameron      | Canada      | Centre         |
| 152 | 9e   | Paul Joswiak      | États-Unis  | Gardien de but |
| 169 | 10e  | Scott Cameron     | Canada      | Défenseur      |
| 184 | 11e  | Christer Lowdahl  | Suède       | Centre         |
| 199 | 12e  | Gunnar Persson    | Suède       | Défenseur      |

## Les repêchages d'entrée
| Sommaire |
| Repêchages amateurs : 1967 \| 1968 \| 1969 \| 1970 \| 1971 \| 1972 \| 1973 \| 1974 \| 1975 \| 1976 1977 \| 1978 |
| Repêchages d'entrée : 1979 \| 1980 \| 1981 \| 1982 \| 1983 \| 1984 \| 1985 \| 1986 \| 1987 \| 1988 1989 \| 1990 \| 1991 \| 1992 \| 1993 \| 1994 \| 1995 \| 1996 \| 1997 \| 1998 1999 \| 2000 \| 2001 \| 2002 \| 2003 \| 2004 \| 2005 \| 2006 \| 2007 \| 2008 2009 \| 2010 \| 2011 \| 2012 \| 2013 \| 2014 \| 2015 \| 2016 \| 2017 \| 2018 2019 \| 2020 \| 2021 \| 2022 |
| Références |

### 1979
| No  | Tour | Nom             | Nationalité | Position       |
| --- | ---- | --------------- | ----------- | -------------- |
| 17  | 1er  | Duane Sutter    | Canada      | Ailier droit   |
| 25  | 2e   | Tomas Jonsson   | Suède       | Défenseur      |
| 38  | 2e   | William Carroll | Canada      | Centre         |
| 59  | 3e   | Roland Melanson | Canada      | Gardien de but |
| 80  | 4e   | Tim Lockridge   | Canada      | Défenseur      |
| 101 | 5e   | Glen Duncan     | Canada      | Ailier droit   |
| 122 | 6e   | John Gibb       | Canada      | Défenseur      |

### 1980
| No  | Tour | Nom              | Nationalité | Position       |
| --- | ---- | ---------------- | ----------- | -------------- |
| 17  | 1er  | Brent Sutter     | Canada      | Centre         |
| 38  | 2e   | Kelly Hrudey     | Canada      | Gardien de but |
| 59  | 3e   | David Simpson    | Canada      | Centre         |
| 68  | 4e   | Monty Trottier   | États-Unis  | Centre         |
| 80  | 4e   | Greg Gilbert     | Canada      | Ailier gauche  |
| 101 | 5e   | Ken Leiter       | États-Unis  | Défenseur      |
| 122 | 6e   | Dan Revell       | Canada      | Ailier droit   |
| 143 | 7e   | Mark Hamway      | États-Unis  | Ailier droit   |
| 164 | 8e   | Morrison Gare    | Canada      | Ailier droit   |
| 185 | 9e   | Peter Steblyk    | Canada      | Défenseur      |
| 206 | 10e  | Glenn Johannesen | Canada      | Défenseur      |

### 1981
| No  | Tour | Nom               | Nationalité | Position       |
| --- | ---- | ----------------- | ----------- | -------------- |
| 21  | 1er  | Paul Boutilier    | Canada      | Défenseur      |
| 42  | 2e   | Gord Dineen       | Canada      | Défenseur      |
| 57  | 3e   | Ron Handy         | Canada      | Ailier gauche  |
| 63  | 3e   | Neal Coulter      | Canada      | Ailier droit   |
| 84  | 4e   | Todd Lumbard      | Canada      | Gardien de but |
| 94  | 5e   | Jacques Sylvestre | Canada      | Centre         |
| 126 | 6e   | Charles Brimmer   | Canada      | Centre         |
| 147 | 7e   | Teppo Virta       | Finlande    | Centre         |
| 168 | 8e   | William Dowd      | Canada      | Défenseur      |
| 189 | 9e   | Scott Maclellan   | Canada      | Défenseur      |
| 210 | 10e  | Dave Randerson    | Canada      | Ailier droit   |

### 1982
| No  | Tour | Nom             | Nationalité | Position      |
| --- | ---- | --------------- | ----------- | ------------- |
| 21  | 1er  | Patrick Flatley | Canada      | Ailier droit  |
| 42  | 2e   | Vern Smith      | Canada      | Défenseur     |
| 63  | 3e   | Garry Lacey     | Canada      | Ailier gauche |
| 84  | 4e   | Alan Kerr       | Canada      | Ailier droit  |
| 105 | 5e   | René Breton     | Canada      | Ailier gauche |
| 126 | 6e   | Roger Kortko    | Canada      | Centre        |
| 147 | 7e   | John Tiano      | États-Unis  | Centre        |
| 168 | 8e   | Todd Okerlund   | États-Unis  | Défenseur     |
| 189 | 9e   | Gordon Paddock  | Canada      | Défenseur     |
| 210 | 10e  | Eric Faust      | Canada      | Défenseur     |
| 231 | 11e  | Pat Goff        | États-Unis  | Défenseur     |
| 252 | 12e  | Jim Koudys      | Canada      | Défenseur     |

### 1983
| No  | Tour | Nom              | Nationalité | Position      |
| --- | ---- | ---------------- | ----------- | ------------- |
| 3   | 1er  | Pat LaFontaine   | États-Unis  | Centre        |
| 16  | 1er  | Gerald Diduck    | Canada      | Défenseur     |
| 37  | 2e   | Garnet McKechney | Canada      | Ailier droit  |
| 57  | 3e   | Mike Neill       | Canada      | Défenseur     |
| 65  | 4e   | Mikko Mäkelä     | Finlande    | Ailier droit  |
| 84  | 5e   | Bob Caulfield    | États-Unis  | Ailier droit  |
| 97  | 5e   | Ron Viglasi      | Canada      | Défenseur     |
| 117 | 6e   | Darin Illikainen | États-Unis  | Ailier gauche |
| 137 | 7e   | Jim Sprenger     | États-Unis  | Défenseur     |
| 157 | 8e   | Dale Henry       | Canada      | Ailier gauche |
| 177 | 9e   | Kevin Vescio     | Canada      | Défenseur     |
| 197 | 10e  | Dave Shellington | Canada      | Ailier gauche |
| 217 | 11e  | John Bjorkman    | États-Unis  | Centre        |
| 237 | 12e  | Peter McGeough   | États-Unis  | Ailier gauche |

### 1984
| No  | Tour | Nom                | Nationalité     | Position      |
| --- | ---- | ------------------ | --------------- | ------------- |
| 20  | 1er  | Duncan MacPherson  | Canada          | Défenseur     |
| 41  | 2e   | Bruce Melanson     | Canada          | Ailier droit  |
| 62  | 3e   | Jeff Norton        | États-Unis      | Défenseur     |
| 70  | 4e   | Doug Wieck         | États-Unis      | Ailier gauche |
| 83  | 4e   | Ari Haanpää        | Finlande        | Ailier droit  |
| 104 | 5e   | Mike Murray        | Canada          | Centre        |
| 125 | 6e   | Jim Wilharm        | États-Unis      | Défenseur     |
| 146 | 7e   | Kelly Murphy       | Canada          | Défenseur     |
| 167 | 8e   | Francesco Desantis | Canada          | Défenseur     |
| 187 | 9e   | Tom Warden         | Angleterre      | Ailier gauche |
| 208 | 10e  | David Volek        | Tchécoslovaquie | Ailier gauche |
| 228 | 11e  | Russ Becker        | États-Unis      | Défenseur     |
| 249 | 12e  | Alistair Brown     | Canada          | Défenseur     |

### 1985
| No  | Tour | Nom            | Nationalité | Position       |
| --- | ---- | -------------- | ----------- | -------------- |
| 6   | 1er  | Brad Dalgarno  | Canada      | Ailier droit   |
| 13  | 1er  | Derek King     | Canada      | Ailier gauche  |
| 34  | 2e   | Brad Lauer     | Canada      | Ailier droit   |
| 55  | 3e   | Jeff Finley    | Canada      | Défenseur      |
| 76  | 4e   | Kevin Herom    | Canada      | Ailier gauche  |
| 89  | 5e   | Tommy Hedlund  | Suède       | Défenseur      |
| 97  | 5e   | Jeff Sveen     | Canada      | Centre         |
| 118 | 6e   | Rod Dallman    | Canada      | Ailier gauche  |
| 139 | 7e   | Kurt Lackton   | Canada      | Ailier droit   |
| 160 | 8e   | Hank Lammens   | Canada      | Défenseur      |
| 181 | 9e   | Rich Wiest     | Canada      | Centre         |
| 202 | 10e  | Réal Arsenault | États-Unis  | Ailier gauche  |
| 223 | 11e  | Mike Volpe     | Canada      | Gardien de but |
| 244 | 12e  | Tony Grenier   | Canada      | Centre         |

### 1986
| No  | Tour | Nom                  | Nationalité | Position       |
| --- | ---- | -------------------- | ----------- | -------------- |
| 17  | 1er  | Tom Fitzgerald       | États-Unis  | Ailier droit   |
| 38  | 2e   | Dennis Vaske         | États-Unis  | Défenseur      |
| 59  | 3e   | Bill Berg            | Canada      | Ailier gauche  |
| 80  | 4e   | Shawn Byram          | Canada      | Ailier gauche  |
| 101 | 5e   | Dean Sexsmith        | Canada      | Centre         |
| 104 | 5e   | Todd McLellan        | Canada      | Centre         |
| 122 | 6e   | Anthony Schmalzbauer | États-Unis  | Défenseur      |
| 138 | 7e   | Will Andersen        | Canada      | Défenseur      |
| 143 | 7e   | Richard Pilon        | Canada      | Défenseur      |
| 164 | 8e   | Peter Harris         | États-Unis  | Gardien de but |
| 185 | 9e   | Jeff Jablonski       | États-Unis  | Ailier gauche  |
| 206 | 10e  | Kerry Clark          | Canada      | Ailier droit   |
| 227 | 11e  | Dan Beaudette        | États-Unis  | Centre         |
| 248 | 12e  | Paul Thompson        | Angleterre  | Défenseur      |
| 15  | R.S  | Gary Kruzich         | États-Unis  | Gardien de but |

### 1987
| No  | Tour | Nom              | Nationalité     | Position       |
| --- | ---- | ---------------- | --------------- | -------------- |
| 13  | 1er  | Dean Chynoweth   | Canada          | Défenseur      |
| 34  | 2e   | Jeff Hackett     | Canada          | Gardien de but |
| 55  | 3e   | Dean Ewen        | Canada          | Ailier gauche  |
| 76  | 4e   | George Maneluk   | Canada          | Gardien de but |
| 97  | 5e   | Petr Vlk         | Tchécoslovaquie | Ailier gauche  |
| 118 | 6e   | Rob DiMaio       | Canada          | Ailier droit   |
| 139 | 7e   | Knut Walbye      | Norvège         | Centre         |
| 160 | 8e   | Jeff Saterdalen  | États-Unis      | Centre         |
| 181 | 9e   | Shawn Howard     | États-Unis      | Centre         |
| 202 | 10e  | John Herlihy     | États-Unis      | Ailier droit   |
| 223 | 11e  | Michael Erickson | États-Unis      | Défenseur      |
| 244 | 12e  | William Averill  | États-Unis      | Défenseur      |
| 12  | R.S  | Howie Vandermast | États-Unis      | Défenseur      |

### 1988
| No  | Tour | Nom                | Nationalité     | Position       |
| --- | ---- | ------------------ | --------------- | -------------- |
| 16  | 1er  | Kevin Cheveldayoff | Canada          | Défenseur      |
| 29  | 2e   | Wayne Doucet       | Canada          | Ailier gauche  |
| 37  | 2e   | Sean LeBrun        | Canada          | Ailier gauche  |
| 58  | 3e   | Daniel Lorenz      | Canada          | Gardien de but |
| 79  | 4e   | André Brassard     | Canada          | Défenseur      |
| 100 | 5e   | Paul Rutherford    | Canada          | Centre         |
| 111 | 6e   | Pavel Gross        | Tchécoslovaquie | Ailier gauche  |
| 121 | 6e   | Jason Rathbone     | États-Unis      | Ailier droit   |
| 142 | 7e   | Yves Gaucher       | Canada          | Ailier gauche  |
| 163 | 8e   | Marty McInnis      | États-Unis      | Ailier gauche  |
| 173 | 9e   | Patrick Forrest    | États-Unis      | Défenseur      |
| 184 | 9e   | Jeffrey Blumer     | États-Unis      | Ailier droit   |
| 205 | 10e  | Jeffrey Kampersal  | États-Unis      | Défenseur      |
| 226 | 11e  | Phillip Neururer   | États-Unis      | Défenseur      |
| 247 | 12e  | Joseph Capprini    | États-Unis      | Gardien de but |
| 21  | R.S  | Doug Melnyk        | Canada          | Défenseur      |

### 1989
| No  | Tour | Nom               | Nationalité      | Position      |
| --- | ---- | ----------------- | ---------------- | ------------- |
| 2   | 1er  | Dave Chyzowski    | Canada           | Ailier gauche |
| 23  | 2e   | Travis Green      | Canada           | Centre        |
| 44  | 3e   | Jason Zent        | États-Unis       | Ailier gauche |
| 65  | 4e   | Brent Grieve      | Canada           | Ailier gauche |
| 86  | 5e   | Jace Reed         | États-Unis       | Défenseur     |
| 90  | 5e   | Steve Young       | Canada           | Ailier droit  |
| 99  | 5e   | Kevin O'Sullivan  | États-Unis       | Défenseur     |
| 128 | 7e   | Jon Larson        | États-Unis       | Défenseur     |
| 133 | 7e   | Brett Harkins     | États-Unis       | Ailier gauche |
| 149 | 8e   | Phil Huber        | Canada           | Centre        |
| 170 | 9e   | Matthew Robbins   | États-Unis       | Centre        |
| 191 | 10e  | Vladimir Malakhov | Union soviétique | Défenseur     |
| 212 | 11e  | Kelly Ens         | Canada           | Centre        |
| 233 | 12e  | Iain Fraser       | Canada           | Centre        |
| 2   | R.S  | Rob Vanderydt     | Canada           | Centre        |
| 7   | R.S  | Brad Mattson      | États-Unis       | Centre        |

### 1990
| No  | Tour | Nom              | Nationalité | Position       |
| --- | ---- | ---------------- | ----------- | -------------- |
| 6   | 1er  | Scott Scissons   | Canada      | Centre         |
| 27  | 2e   | Chris Taylor     | Canada      | Centre         |
| 48  | 3e   | Dan Plante       | États-Unis  | Ailier droit   |
| 90  | 5e   | Chris Marinucci  | États-Unis  | Centre         |
| 111 | 6e   | Joni Lehto       | Finlande    | Défenseur      |
| 132 | 7e   | Michael Guilbert | États-Unis  | Défenseur      |
| 153 | 8e   | Sylvain Fleury   | Canada      | Ailier gauche  |
| 174 | 9e   | John Joyce       | États-Unis  | Centre         |
| 195 | 10e  | Richard Enga     | Allemagne   | Centre         |
| 216 | 11e  | Martin Lacroix   | Canada      | Ailier gauche  |
| 237 | 12e  | Andrew Shier     | États-Unis  | Centre         |
| 10  | R.S  | Brandon Reed     | États-Unis  | Gardien de but |

### 1991
| No  | Tour | Nom               | Nationalité     | Position       |
| --- | ---- | ----------------- | --------------- | -------------- |
| 4   | 1er  | Scott Lachance    | États-Unis      | Défenseur      |
| 26  | 2e   | Žigmund Pálffy    | Tchécoslovaquie | Ailier droit   |
| 48  | 3e   | Jamie McLennan    | Canada          | Gardien de but |
| 70  | 4e   | Milan Hnilička    | Tchécoslovaquie | Gardien de but |
| 92  | 5e   | Steve Junker      | Canada          | Ailier droit   |
| 114 | 6e   | Rob Valicevic     | États-Unis      | Ailier droit   |
| 136 | 7e   | Andreas Johansson | Suède           | Ailier gauche  |
| 158 | 8e   | Todd Sparks       | Canada          | Ailier gauche  |
| 180 | 9e   | John Johnson      | Canada          | Centre         |
| 202 | 10e  | Robert Canavan    | États-Unis      | Ailier gauche  |
| 224 | 11e  | Markus Thuresson  | Suède           | Centre         |
| 246 | 12e  | Marty Schriner    | États-Unis      | Centre         |
| 4   | R.S  | Jim Bonner        | États-Unis      | Défenseur      |
| 10  | R.S  | Jack Duffy        | États-Unis      | Défenseur      |

### 1992
| No  | Tour | Nom                | Nationalité     | Position      |
| --- | ---- | ------------------ | --------------- | ------------- |
| 5   | 1er  | Darius Kasparaitis | Lituanie        | Défenseur     |
| 56  | 3e   | Jarrett Deuling    | Canada          | Ailier gauche |
| 104 | 5e   | Tomas Klimt        | Tchécoslovaquie | Centre        |
| 105 | 5e   | Ryan Duthie        | Canada          | Centre        |
| 128 | 6e   | Derek Armstrong    | Canada          | Centre        |
| 152 | 7e   | Vladimir Gratchiov | Russie          | Ailier droit  |
| 159 | 7e   | Steve O'Rourke     | Canada          | Ailier droit  |
| 176 | 8e   | Jason Widmer       | Canada          | Défenseur     |
| 200 | 9e   | Daniel Paradis     | Canada          | Centre        |
| 224 | 10e  | David Wainwright   | États-Unis      | Défenseur     |
| 248 | 11e  | Andreï Vassiliev   | Russie          | Ailier gauche |
| 8   | R.S  | Chris Foy          | Canada          | Défenseur     |

### 1993
| No  | Tour | Nom                     | Nationalité | Position       |
| --- | ---- | ----------------------- | ----------- | -------------- |
| 23  | 1er  | Todd Bertuzzi           | Canada      | Ailier droit   |
| 40  | 2e   | Bryan McCabe            | Canada      | Défenseur      |
| 66  | 3e   | Vladimir Tchebatourkine | Russie      | Défenseur      |
| 92  | 4e   | Warren Luhning          | Canada      | Ailier droit   |
| 118 | 5e   | Tommy Salo              | Suède       | Gardien de but |
| 144 | 6e   | Peter Leboutillier      | Canada      | Ailier droit   |
| 170 | 7e   | Darren Van Impe         | Canada      | Défenseur      |
| 196 | 8e   | Rod Hinks               | Canada      | Centre         |
| 222 | 9e   | Daniel Johansson        | Suède       | Défenseur      |
| 248 | 10e  | Stéphane Larocque       | Canada      | Ailier droit   |
| 274 | 11e  | Carl Charland           | Canada      | Ailier gauche  |

### 1994
| No  | Tour | Nom              | Nationalité | Position       |
| --- | ---- | ---------------- | ----------- | -------------- |
| 9   | 1er  | Brett Lindros    | Canada      | Ailier droit   |
| 38  | 2e   | Jason Holland    | Canada      | Défenseur      |
| 63  | 3e   | Jason Strudwick  | Canada      | Défenseur      |
| 90  | 4e   | Brad Lukowich    | Canada      | Défenseur      |
| 112 | 5e   | Mark McArthur    | Canada      | Gardien de but |
| 116 | 5e   | Albert O'Connell | États-Unis  | Ailier gauche  |
| 142 | 6e   | Jason Stewart    | États-Unis  | Centre         |
| 194 | 8e   | Mike Loach       | Canada      | Centre         |
| 203 | 8e   | Peter Hogardh    | Suède       | Centre         |
| 220 | 9e   | Gord Walsh       | Canada      | Ailier gauche  |
| 246 | 10e  | Kirk Dewaele     | Canada      | Défenseur      |
| 272 | 11e  | Dick Tärnström   | Suède       | Défenseur      |

### 1995
| No  | Tour | Nom              | Nationalité        | Position       |
| --- | ---- | ---------------- | ------------------ | -------------- |
| 2   | 1er  | Wade Redden      | Canada             | Défenseur      |
| 28  | 2e   | Jan Hlaváč       | République tchèque | Ailier gauche  |
| 41  | 2e   | Denis Smith      | Canada             | Défenseur      |
| 106 | 5e   | Vladimír Országh | Slovaquie          | Ailier gauche  |
| 158 | 7e   | Andrew Taylor    | Canada             | Ailier gauche  |
| 210 | 9e   | David MacDonald  | Canada             | Gardien de but |
| 211 | 9e   | Mike Broda       | Canada             | Ailier gauche  |

### 1996
| No  | Tour | Nom                | Nationalité        | Position       |
| --- | ---- | ------------------ | ------------------ | -------------- |
| 3   | 1er  | Jean-Pierre Dumont | Canada             | Ailier droit   |
| 29  | 2e   | Dan LaCouture      | États-Unis         | Ailier gauche  |
| 56  | 3e   | Zdeno Chára        | Slovaquie          | Défenseur      |
| 83  | 4e   | Tyrone Garner      | Canada             | Gardien de but |
| 109 | 5e   | Andrew Berenzweig  | États-Unis         | Défenseur      |
| 128 | 5e   | Petr Sachl         | République tchèque | Centre         |
| 138 | 6e   | Todd Miller        | Canada             | Centre         |
| 165 | 7e   | Joe Prestifilippo  | États-Unis         | Gardien de but |
| 192 | 8e   | Ievgueni Koroliov  | Russie             | Défenseur      |
| 218 | 9e   | Mike Muzechka      | Canada             | Défenseur      |

### 1997
| No  | Tour | Nom              | Nationalité        | Position       |
| --- | ---- | ---------------- | ------------------ | -------------- |
| 4   | 1er  | Roberto Luongo   | Canada             | Gardien de but |
| 5   | 1er  | Eric Brewer      | Canada             | Défenseur      |
| 31  | 2e   | Jeff Zehr        | Canada             | Ailier gauche  |
| 59  | 3e   | Jarrett Smith    | Canada             | Centre         |
| 79  | 3e   | Robert Schnabel  | République tchèque | Défenseur      |
| 85  | 4e   | Petr Mika        | République tchèque | Ailier droit   |
| 115 | 5e   | Adam Edinger     | États-Unis         | Centre         |
| 139 | 6e   | Bobby Leavins    | Canada             | Ailier gauche  |
| 166 | 7e   | Kris Knoblauch   | Canada             | Ailier gauche  |
| 196 | 8e   | Jeremy Symington | Canada             | Gardien de but |
| 222 | 9e   | Ryan Clark       | Canada             | Défenseur      |

### 1998
| No  | Tour | Nom                  | Nationalité        | Position       |
| --- | ---- | -------------------- | ------------------ | -------------- |
| 9   | 1er  | Mike Rupp            | États-Unis         | Centre         |
| 36  | 2e   | Chris Nielsen        | Tanzanie           | Ailier droit   |
| 95  | 4e   | Andy Burnham         | Canada             | Ailier droit   |
| 123 | 5e   | Jiří Dopita          | République tchèque | Centre         |
| 155 | 6e   | Kevin Clauson        | États-Unis         | Défenseur      |
| 182 | 7e   | Ievgueni Koroliov    | Russie             | Défenseur      |
| 209 | 8e   | Frédérik Brind'amour | Canada             | Gardien de but |
| 237 | 9e   | Ben Blais            | États-Unis         | Défenseur      |
| 242 | 9e   | Jason Doyle          | Canada             | Ailier droit   |
| 250 | 9e   | Radek Matejovsky     | République tchèque | Ailier droit   |

### 1999
| No  | Tour | Nom               | Nationalité        | Position      |
| --- | ---- | ----------------- | ------------------ | ------------- |
| 5   | 1er  | Tim Connolly      | États-Unis         | Centre        |
| 8   | 1er  | Taylor Pyatt      | Canada             | Ailier gauche |
| 10  | 1er  | Branislav Mezei   | Slovaquie          | Défenseur     |
| 28  | 1er  | Kristian Kudroc   | Slovaquie          | Défenseur     |
| 78  | 3e   | Mattias Weinhandl | Suède              | Ailier droit  |
| 87  | 3e   | Brian Collins     | États-Unis         | Centre        |
| 101 | 4e   | Juraj Kolník      | Slovaquie          | Ailier droit  |
| 102 | 4e   | Johan Halvardsson | Suède              | Défenseur     |
| 130 | 5e   | Justin Mapletoft  | Canada             | Centre        |
| 140 | 5e   | Adam Johnson      | États-Unis         | Défenseur     |
| 163 | 6e   | Björn Melin       | Suède              | Ailier droit  |
| 228 | 8e   | Radek Martínek    | République tchèque | Défenseur     |
| 255 | 9e   | Brett Henning     | États-Unis         | Centre        |
| 268 | 9e   | Tyler Scott       | États-Unis         | Défenseur     |

### 2000
| No  | Tour | Nom                | Nationalité | Position       |
| --- | ---- | ------------------ | ----------- | -------------- |
| 1er | 1er  | Rick DiPietro      | États-Unis  | Gardien de but |
| 5   | 1er  | Raffi Torres       | Canada      | Ailier gauche  |
| 101 | 4e   | Arto Tukio         | Finlande    | Défenseur      |
| 105 | 4e   | Vladimir Gorbounov | Russie      | Attaquant      |
| 136 | 5e   | Dmitri Oupper      | Kazakhstan  | Centre         |
| 148 | 5e   | Kristofer Ottosson | Suède       | Attaquant      |
| 202 | 7e   | Ryan Caldwell      | Canada      | Défenseur      |
| 264 | 9e   | Dmitri Altariov    | Russie      | Attaquant      |
| 267 | 9e   | Tomi Pettinen      | Finlande    | Défenseur      |

### 2001
| No  | Tour | Nom               | Nationalité        | Position       |
| --- | ---- | ----------------- | ------------------ | -------------- |
| 101 | 4e   | Cory Stillman     | Canada             | Centre         |
| 132 | 5e   | Dušan Salfický    | République tchèque | Gardien de but |
| 166 | 6e   | Andy Chiodo       | Canada             | Gardien de but |
| 197 | 7e   | Jan Holub         | République tchèque | Défenseur      |
| 228 | 8e   | Mike Bray         | Canada             | Ailier droit   |
| 260 | 9e   | Bryan Perez       | États-Unis         | Attaquant      |
| 280 | 9e   | Roman Kouhtinov   | Russie             | Défenseur      |
| 287 | 9e   | Juha-Pekka Ketola | Finlande           | Centre         |

### 2002
| No  | Tour | Nom              | Nationalité        | Position       |
| --- | ---- | ---------------- | ------------------ | -------------- |
| 22  | 1er  | Sean Bergenheim  | Finlande           | Attaquant      |
| 87  | 3e   | Frans Nielsen    | Danemark           | Centre         |
| 149 | 5e   | Marcus Paulsson  | Suède              | Attaquant      |
| 189 | 6e   | Alekseï Stonkous | Russie             | Défenseur      |
| 220 | 7e   | Brad Topping     | Canada             | Gardien de but |
| 252 | 8e   | Martin Chabada   | République tchèque | Attaquant      |
| 283 | 9e   | Per Braxenholm   | Suède              | Défenseur      |

### 2003
| No  | Tour | Nom               | Nationalité | Position     |
| --- | ---- | ----------------- | ----------- | ------------ |
| 15  | 1er  | Robert Nilsson    | Canada      | Attaquant    |
| 48  | 2e   | Dmitri Tchiornykh | Russie      | Ailier droit |
| 53  | 2e   | Ievgueni Tounik   | Russie      | Attaquant    |
| 58  | 2e   | Jeremy Colliton   | Canada      | Centre       |
| 120 | 4e   | Stefan Blaho      | Slovaquie   | Ailier droit |
| 182 | 6e   | Bruno Gervais     | Canada      | Défenseur    |
| 212 | 7e   | Denis Rehak       | Slovaquie   | Défenseur    |
| 238 | 8e   | Cody Blanshan     | États-Unis  | Défenseur    |
| 246 | 8e   | Igor Volkov       | Russie      | Ailier droit |

### 2004
| No  | Tour | Nom                 | Nationalité        | Position       |
| --- | ---- | ------------------- | ------------------ | -------------- |
| 16  | 1er  | Petteri Nokelainen  | Finlande           | Attaquant      |
| 47  | 2e   | Blake Comeau        | Canada             | Ailier droit   |
| 82  | 3e   | Sergueï Ogorodnikov | Russie             | Centre         |
| 115 | 4e   | Wes O'Neill         | Canada             | Défenseur      |
| 148 | 5e   | Steve Regier        | Canada             | Ailier gauche  |
| 179 | 6e   | Jaroslav Mrázek     | République tchèque | Défenseur      |
| 210 | 7e   | Emil Axelsson       | Suède              | Défenseur      |
| 227 | 7e   | Chris Campoli       | Canada             | Défenseur      |
| 244 | 8e   | Jason Pitton        | Canada             | Ailier gauche  |
| 276 | 9e   | Sylvain Michaud     | Canada             | Gardien de but |

### 2005
| No  | Tour | Nom                | Nationalité | Position     |
| --- | ---- | ------------------ | ----------- | ------------ |
| 15  | 1er  | Ryan O'Marra       | Japon       | Centre       |
| 46  | 2e   | Dustin Kohn        | Canada      | Défenseur    |
| 76  | 3e   | Shea Guthrie       | Canada      | Attaquant    |
| 144 | 5e   | Masi Marjamäki     | Finlande    | Ailier droit |
| 180 | 6e   | Tyrell Mason       | Canada      | Défenseur    |
| 196 | 7e   | Nicholas Tuzzolino | États-Unis  | Défenseur    |
| 210 | 7e   | Luciano Aquino     | Canada      | Attaquant    |

### 2006
| No  | Tour | Nom               | Nationalité | Position       |
| --- | ---- | ----------------- | ----------- | -------------- |
| 7   | 1er  | Kyle Okposo       | États-Unis  | Ailier droit   |
| 60  | 2e   | Jesse Joensuu     | Finlande    | Attaquant      |
| 70  | 3e   | Robin Figren      | Suède       | Attaquant      |
| 100 | 4e   | Rhett Rakhshani   | États-Unis  | Ailier droit   |
| 108 | 4e   | Jase Weslosky     | Canada      | Gardien de but |
| 115 | 4e   | Tomas Marcinko    | Slovaquie   | Centre         |
| 119 | 4e   | Doug Rogers       | États-Unis  | Centre         |
| 126 | 5e   | Shane Sims        | États-Unis  | Défenseur      |
| 141 | 5e   | Kim Johansson     | Suède       | Attaquant      |
| 160 | 6e   | Andrew MacDonald  | Canada      | Défenseur      |
| 171 | 6e   | Brian Day         | États-Unis  | Ailier droit   |
| 173 | 6e   | Stefan Ridderwall | Suède       | Gardien de but |
| 190 | 7e   | Troy Mattila      | États-Unis  | Ailier gauche  |

### 2007
| No  | Tour | Nom              | Nationalité | Position      |
| --- | ---- | ---------------- | ----------- | ------------- |
| 62  | 3e   | Mark Katic       | Canada      | Défenseur     |
| 76  | 3e   | Jason Gregoire   | Canada      | Ailier gauche |
| 106 | 4e   | Maksim Gratchiov | Russie      | Ailier gauche |
| 166 | 6e   | Blake Kessel     | États-Unis  | Défenseur     |
| 196 | 7e   | Simon Lacroix    | Canada      | Défenseur     |

### 2008
| No  | Tour | Nom                | Nationalité | Position       |
| --- | ---- | ------------------ | ----------- | -------------- |
| 9   | 1er  | Joshua Bailey      | Canada      | Centre         |
| 36  | 2e   | Corey Trivino      | Canada      | Centre         |
| 40  | 2e   | Aaron Ness         | États-Unis  | Défenseur      |
| 53  | 2e   | Travis Hamonic     | Canada      | Défenseur      |
| 66  | 3e   | David Toews        | Canada      | Centre         |
| 72  | 3e   | Jyri Niemi         | Finlande    | Défenseur      |
| 73  | 3e   | Kirill Petrov      | Russie      | Ailier droit   |
| 96  | 4e   | Matt Donovan       | États-Unis  | Défenseur      |
| 102 | 4e   | David Ullström     | Suède       | Attaquant      |
| 126 | 5e   | Kevin Poulin       | Canada      | Gardien de but |
| 148 | 5e   | Matthew Martin     | Canada      | Ailier gauche  |
| 156 | 6e   | Jared Spurgeon     | Canada      | Défenseur      |
| 175 | 6e   | Justin DiBenedetto | Canada      | Centre         |

### 2009
| No  | Tour | Nom              | Nationalité | Position       |
| --- | ---- | ---------------- | ----------- | -------------- |
| 1er | 1er  | John Tavares     | Canada      | Centre         |
| 12  | 1er  | Calvin de Haan   | Canada      | Défenseur      |
| 31  | 2e   | Mikko Koskinen   | Finlande    | Gardien de but |
| 62  | 3e   | Anders Nilsson   | Suède       | Gardien de but |
| 92  | 4e   | Casey Cizikas    | Canada      | Centre         |
| 122 | 5e   | Anton Klementiev | Russie      | Défenseur      |
| 152 | 6e   | Anders Lee       | États-Unis  | Centre         |

### 2010
| No  | Tour | Nom               | Nationalité | Position       |
| --- | ---- | ----------------- | ----------- | -------------- |
| 5   | 1er  | Nino Niederreiter | Suisse      | Ailier droit   |
| 30  | 1er  | Brock Nelson      | États-Unis  | Centre         |
| 65  | 3e   | Kirill Kabanov    | Russie      | Ailier gauche  |
| 82  | 3e   | Jason Clark       | États-Unis  | Centre         |
| 125 | 5e   | Tony Dehart       | États-Unis  | Défenseur      |
| 185 | 7e   | Cody Rosen        | Canada      | Gardien de but |

### 2011
| No  | Tour | Nom              | Nationalité | Position      |
| --- | ---- | ---------------- | ----------- | ------------- |
| 5   | 1er  | Ryan Strome      | Canada      | Centre        |
| 34  | 2e   | Scott Mayfield   | États-Unis  | Défenseur     |
| 50  | 2e   | Johan Sundström  | Suède       | Centre        |
| 63  | 3e   | Andreï Pedan     | Lituanie    | Défenseur     |
| 95  | 4e   | Robbie Russo     | États-Unis  | Défenseur     |
| 125 | 5e   | John Persson     | Suède       | Ailier gauche |
| 127 | 5e   | Brenden Kichton  | Canada      | Défenseur     |
| 185 | 7e   | Mitchell Theoret | Canada      | Centre        |

### 2012
| No  | Tour | Nom              | Nationalité | Position  |
| --- | ---- | ---------------- | ----------- | --------- |
| 4   | 1er  | Griffin Reinhart | Canada      | Défenseur |
| 34  | 2e   | Ville Pokka      | Finlande    | Défenseur |
| 65  | 3e   | Adam Pelech      | Canada      | Défenseur |
| 103 | 4e   | Loïc Leduc       | Canada      | Défenseur |
| 125 | 5e   | Doyle Somerby    | États-Unis  | Défenseur |
| 155 | 6e   | Jesse Graham     | Canada      | Défenseur |
| 185 | 7e   | Jake Bischoff    | États-Unis  | Défenseur |

### 2013
| No  | Tour | Nom                 | Nationalité | Position       |
| --- | ---- | ------------------- | ----------- | -------------- |
| 15  | 1er  | Ryan Pulock         | Canada      | Défenseur      |
| 70  | 3e   | Eamon McAdam        | États-Unis  | Gardien de but |
| 76  | 3e   | Taylor Cammarata    | États-Unis  | Centre         |
| 106 | 4e   | Stephon Williams    | États-Unis  | Gardien de but |
| 136 | 5e   | Viktor Crus Rydberg | Suède       | Centre         |
| 166 | 6e   | Alan Quine          | Canada      | Centre         |
| 196 | 7e   | Kyle Burroughs      | Canada      | Défenseur      |

### 2014
| No  | Tour | Nom               | Nationalité | Position       |
| --- | ---- | ----------------- | ----------- | -------------- |
| 5   | 1er  | Michael Dal Colle | Canada      | Ailier gauche  |
| 28  | 1er  | Joshua Ho-Sang    | Canada      | Centre         |
| 78  | 3e   | Ilia Sorokine     | Russie      | Gardien de but |
| 95  | 4e   | Linus Söderström  | Suède       | Gardien de but |
| 108 | 4e   | Devon Toews       | Canada      | Défenseur      |
| 155 | 6e   | Kyle Schempp      | États-Unis  | Centre         |
| 200 | 7e   | Lukas Sutter      | Canada      | Centre         |

### 2015
| No  | Tour | Nom                   | Nationalité | Position      |
| --- | ---- | --------------------- | ----------- | ------------- |
| 16  | 1er  | Mathew Barzal         | Canada      | Centre        |
| 28  | 1er  | Anthony Beauvillier   | Canada      | Ailier gauche |
| 82  | 3e   | Mitchell Vande Sompel | Canada      | Défenseur     |
| 112 | 4e   | Parker Wotherspoon    | Canada      | Défenseur     |
| 147 | 5e   | Ryan Pilon            | Canada      | Défenseur     |
| 172 | 6e   | Andong Song           | Chine       | Défenseur     |
| 202 | 7e   | Petter Hansson        | Suède       | Défenseur     |

### 2016
| No  | Tour | Nom               | Nationalité | Position      |
| --- | ---- | ----------------- | ----------- | ------------- |
| 19  | 1er  | Kieffer Bellows   | États-Unis  | Ailier gauche |
| 95  | 4e   | Anatoli Golyshev  | Russie      | Ailier gauche |
| 120 | 4e   | Otto Koivula      | Finlande    | Ailier gauche |
| 170 | 6e   | Collin Adams      | États-Unis  | Ailier gauche |
| 193 | 7e   | Nick Pastujov     | États-Unis  | Ailier gauche |
| 200 | 7e   | David Quenneville | Canada      | Défenseur     |

### 2017
| No  | Tour | Nom               | Nationalité | Position      |
| --- | ---- | ----------------- | ----------- | ------------- |
| 46  | 2e   | Robin Salo        | Finlande    | Défenseur     |
| 77  | 3e   | Benjamin Mirageas | États-Unis  | Défenseur     |
| 139 | 5e   | Sebastian Aho     | Suède       | Défenseur     |
| 165 | 6e   | Arnaud Durandeau  | Canada      | Ailier gauche |
| 201 | 7e   | Logan Cockerill   | États-Unis  | Ailier gauche |

### 2018
| No  | Tour | Nom               | Nationalité        | Position       |
| --- | ---- | ----------------- | ------------------ | -------------- |
| 11  | 1er  | Oliver Wahlstrom  | États-Unis         | Ailier droit   |
| 12  | 1er  | Noah Dobson       | Canada             | Défenseur      |
| 41  | 2e   | Bode Wilde        | Canada             | Défenseur      |
| 43  | 2e   | Rouslan Iskhakov  | Russie             | Centre         |
| 72  | 3e   | Jakub Škarek      | République tchèque | Gardien de but |
| 103 | 4e   | Jacob Pivonka     | États-Unis         | Centre         |
| 134 | 5e   | Blade Jenkins     | États-Unis         | Ailier gauche  |
| 196 | 7e   | Christian Krygier | États-Unis         | Défenseur      |

### 2019
| No  | Tour | Nom             | Nationalité | Position     |
| --- | ---- | --------------- | ----------- | ------------ |
| 23  | 1er  | Simon Holmström | Suède       | Ailier droit |
| 57  | 2e   | Samuel Bolduc   | Canada      | Défenseur    |
| 147 | 5e   | Reece Newkirk   | Canada      | Centre       |
| 178 | 6e   | Félix Bibeau    | Canada      | Centre       |
| 209 | 7e   | Cole Coskey     | États-Unis  | Ailier droit |

### 2020
| No  | Tour | Nom                   | Nationalité | Position       |
| --- | ---- | --------------------- | ----------- | -------------- |
| 90  | 3e   | Alexander Ljungkrantz | Suède       | Ailier droit   |
| 121 | 4e   | Alex Jefferies        | États-Unis  | Ailier gauche  |
| 152 | 5e   | William Dufour        | Canada      | Ailier droit   |
| 183 | 6e   | Matias Rajaniemi      | Finlande    | Défenseur      |
| 214 | 7e   | Henrik Tikkanen       | Finlande    | Gardien de but |

### 2021
| No  | Tour | Nom            | Nationalité        | Position       |
| --- | ---- | -------------- | ------------------ | -------------- |
| 52  | 2e   | Aatu Räty      | Finlande           | Centre         |
| 93  | 3e   | Tristan Lennox | Canada             | Gardien de but |
| 125 | 4e   | Cameron Berg   | États-Unis         | Centre         |
| 157 | 5e   | Eetu Liukas    | Finlande           | Ailier gauche  |
| 189 | 6e   | Aleksi Malinen | Finlande           | Défenseur      |
| 221 | 7e   | Tomas Machu    | République tchèque | Défenseur      |

### 2022
| No  | Tour | Nom            | Nationalité | Position      |
| --- | ---- | -------------- | ----------- | ------------- |
| 65  | 2e   | Calle Odelius  | Suède       | Défenseur     |
| 78  | 3e   | Quinn Finley   | États-Unis  | Ailier gauche |
| 98  | 4e   | Isaiah George  | Canada      | Défenseur     |
| 142 | 5e   | Matt Maggio    | Canada      | Ailier droit  |
| 174 | 6e   | Daylan Kuefler | Canada      | Ailier droit  |

### 2023
| No  | Tour | Nom              | Nationalité | Position      |
| --- | ---- | ---------------- | ----------- | ------------- |
| 49  | 2e   | Danny Nelson     | États-Unis  | Centre        |
| 113 | 4e   | Jesse Nurmi      | Finlande    | Ailier gauche |
| 145 | 5e   | Justin Gill      | Canada      | Centre        |
| 177 | 6e   | Zachary Schulz   | États-Unis  | Défenseur     |
| 209 | 7e   | Dennis Good Bogg | Suède       | Défenseur     |

### 2024
| No  | Tour | Nom             | Nationalité | Position       |
| --- | ---- | --------------- | ----------- | -------------- |
| 20  | 1er  | Cole Eiserman   | États-Unis  | Ailier gauche  |
| 54  | 2e   | Jesse Pulkkinen | Finlande    | Défenseur      |
| 61  | 2e   | Kamil Bednarik  | États-Unis  | Centre         |
| 115 | 4e   | Dmitri Gamzine  | Russie      | Gardien de but |
| 147 | 5e   | Marcus Gidlof   | Suède       | Gardien de but |
| 179 | 6e   | Xavier Veilleux | Canada      | Défenseur      |

### 2025
| No  | Tour | Nom               | Nationalité | Position       |
| --- | ---- | ----------------- | ----------- | -------------- |
| 1   | 1er  | Matthew Schaefer  | Canada      | Défenseur      |
| 16  | 1er  | Victor Eklund     | Suède       | Ailier droit   |
| 17  | 1er  | Kashawn Aitcheson | Canada      | Défenseur      |
| 42  | 2e   | Daniil Prokhorov  | Russie      | Ailier droit   |
| 74  | 3e   | Luca Romano       | Canada      | Centre         |
| 106 | 4e   | Tomas Poletin     | Tchéquie    | Ailier gauche  |
| 138 | 5e   | Sam Laurila       | États-Unis  | Défenseur      |
| 170 | 6e   | Burke Hood        | États-Unis  | Gardien de but |
| 202 | 7e   | Jacob Kvasnicka   | États-Unis  | Ailier droit   |